# MF EP
Az MF EP a New York-i rapper MF Grimm és MF DOOM közreműködésével készült EP, amit 2000-ben adtak ki.

## Számok listája
1. "Doomsday" (remix)
2. "No Snakes Alive"
3. "Impostas"
4. "The Original" (remix)
5. "Break Em Off"
6. "Dedicated"
7. "The Original"
8. "Doomsday" (remix) instrumental
9. "No Snakes Alive" (remix) instrumental
10. "Impostas" (remix) instrumental
11. "The Original Remix" (remix) instrumental
12. "Break Em Off" (remix) instrumental
13. "Dedicated" (remix) instrumental
14. "The Original" (remix) instrumental

## Alapok
Az Impostas alapja a Street Fighter Alpha játékbeli Charlie karakterének második végzenéje.